# Titia Bergsma
Titia Bergsma   (Ljouwert, 13 de febrer de 1786 - 21 d'abril de 1821) fon una burgesa frisona, coneguda per haver sigut la primera dona europea en la història del Japó en entrar-hi durant el període de reclusió (Sakoku), en el qual no es permetia l'entrada d'estrangers.

## Biografia
Nascuda a la capital de la província de Frísia, filla d'Ennius Bergsma i Bartha Schultz, Titia era la mitjana de tres germanes; el 1804 conegué s'enamorà del comerciant Jan Cock Blomhoff, set anys major, per la qual cosa els pares d'ella s'opongueren al matrimoni; el 1815, Blomhoff tornà a Frísia després d'haver treballat a Batavia (Java) i a l'illa artificial de Dejima, en un magatzem neerlandés, reprengueren la relació i es casaren el 12 d'abril d'eixe any; després del naiximent de llur fill Johannes, al març del 1816, el matrimoni decidí traslladar-se de nou a Batavia, amb Titia encuriosida pels relats orientals del seu marit; allà hi visqueren sis mesos, fins que nomenaren el seu marit encarregat a Dejima, en substitució d'Hendrik Doeff: malgrat la prohibició als estrangers —i, expressament, a qualsevol dona— d'entrar o comerciar amb els Japons llevat dels neerlandesos, Blomhoff es traslladà amb la seua muller, la passejadora del xiquet, Petronella Munts, i una serventa balinesa, Maraty.
La família arribà al port de Nagasaki l'agost de 1817, on ja se'ls avisà que no admetien dones; al remat s'instal·laren a Dejima, des d'on enviaren diverses peticions a la cort d'Edo per a obtindre el permís de les autoritats, sens èxit: després de vora cinc mesos, el 6 de desembre les tres dones i el xiquet salparen en el Lady Agatha de retorn a Batavia i d'allí als Holanda l'any següent, on s'instal·laren a Den Helder; delicada de salut, Titia morí el 21 d'abril de 1821; el seu marit, que s'havia quedat a l'Àsia, no se n'assabentà fins l'estiu de 1822.

## Influència pòstuma
El cos de Titia Bergsma està sepultat a la Nieuwe Kerk (la Haia), lloc de peregrinació habitual de turistes japonesos: encara que als Països Baixos només es conserva una peça inspirada en Titia (un vas, al Keramiekmuseum Princessehof), el revol que causà la breu presència d'una estrangera pèl-roja en el Japó de l'època Edo, —paregut al que hi causà el primer elefant traslladat viu, quatre anys abans— va ser tan extraordinari que la cort envià alguns dels seus artistes (entre els quals Kawahara Keiga) a retratar l'estrangera, la qual esdevingué una icona de les arts gràfiques tradicionals japoneses, reproduïda en més de mil cinc-centes peces, sobretot de ceràmica, encara en l'actualitat, en forma de souvenir. Als Països Baixos era una desconeguda fins que un descendent seu, René Bersma, investigà en la biblioteca familiar i escrigué un llibre sobre la troballa, del qual se'n derivà un documental per a televisió.